# Aire urbaine de Pointe-à-Pitre-Les Abymes
En 2013, l'aire urbaine de Pointe-à-Pitre - Les Abymes a une population municipale de  315 684 habitants et comporte 16 communes, pour une superficie de 1 116 km² (définition 2010,).
Ces communes sont toutes situées dans la région et département d'outre-mer de la Guadeloupe. L'aire urbaine est centrée sur le pôle urbain de Pointe-à-Pitre - Les Abymes.
En 2013, elle se classe 31e au rang national (dans sa définition 2010) au regard de la population.

## Communes
Liste des communes appartenant à l'aire urbaine de Pointe-à-Pitre - Les Abymes selon la délimitation de 2010 :
| Code INSEE | Commune              | Catégorie                                         | Superficie (km²) | Population (2015) | Densité (2015) (hab./km²) |
| ---------- | -------------------- | ------------------------------------------------- | ---------------- | ----------------- | ------------------------- |
| 97101      | Les Abymes           | Commune appartenant à un grand pôle               | +0081,25         | +0055 306,        | +0681,                    |
| 97102      | Anse-Bertrand        | Commune appartenant à la couronne d'un grand pôle | +0060,47         | +0004 881,        | +0081,                    |
| 97103      | Baie-Mahault         | Commune appartenant à un grand pôle               | +0046,02         | +0031 209,        | +0678,                    |
| 97107      | Capesterre-Belle-Eau | Commune appartenant à la couronne d'un grand pôle | +0104,31         | +0018 980,        | +0182,                    |
| 97113      | Le Gosier            | Commune appartenant à un grand pôle               | +0045,2          | +0027 057,        | +0599,                    |
| 97114      | Goyave               | Commune appartenant à la couronne d'un grand pôle | +0060,91         | +0007 569,        | +0124,                    |
| 97115      | Lamentin             | Commune appartenant à un grand pôle               | +0065,6          | +0016 139,        | +0246,                    |
| 97116      | Morne-à-l'Eau        | Commune appartenant à un grand pôle               | +0063,56         | +0017 407,        | +0274,                    |
| 97117      | Le Moule             | Commune appartenant à un grand pôle               | +0082,84         | +0022 329,        | +0270,                    |
| 97118      | Petit-Bourg          | Commune appartenant à un grand pôle               | +0129,88         | +0024 086,        | +0185,                    |
| 97119      | Petit-Canal          | Commune appartenant à un grand pôle               | +0070,35         | +0008 167,        | +0116,                    |
| 97120      | Pointe-à-Pitre       | Commune appartenant à un grand pôle               | +0002,66         | +0016 343,        | +6 144,                   |
| 97122      | Port-Louis           | Commune appartenant à la couronne d'un grand pôle | +0043,24         | +0005 840,        | +0135,                    |
| 97125      | Saint-François       | Commune appartenant à un grand pôle               | +0059,82         | +0013 841,        | +0231,                    |
| 97128      | Sainte-Anne          | Commune appartenant à un grand pôle               | +0080,29         | +0024 379,        | +0304,                    |
| 97129      | Sainte-Rose          | Commune appartenant à la couronne d'un grand pôle | +0119,65         | +0019 899,        | +0166,                    |

## Histoire
L'aire urbaine de Pointe-à-Pitre - Les Abymes a été délimitée en 2010 à l'occasion de la publication des chiffres du recensement de 2008. Elle fait partie des grandes aires urbaines, dans la mesure où le pôle urbain accueille au moins 10 000 emplois.

## Évolution démographique
L'évolution démographique ci-dessous concerne l'aire urbaine dans la délimitation de 2010.
| 1967    | 1974    | 1982    | 1990    | 1999    | 2007    | 2012    |
| ------- | ------- | ------- | ------- | ------- | ------- | ------- |
| 209 835 | 222 684 | 229 796 | 263 266 | 296 320 | 309 966 | 315 917 |

| 2013    | 2015    | - | - | - | - | - |
| ------- | ------- | - | - | - | - | - |
| 315 684 | 313 432 | - | - | - | - | - |